# Ilvessaari (ö i Mellersta Finland, Joutsa)
Ilvessaari är en ö i Finland. Den ligger i sjön Suontee och i kommunerna Joutsa och Hirvensalmi och landskapen  Mellersta Finland och Södra Savolax, i den södra delen av landet, 190 km nordost om huvudstaden Helsingfors. Öns största längd är 1,9 kilometer i sydöst-nordvästlig riktning.